# Saya no Uta: The Song of Saya
Saya no Uta: The Song of Saya (沙耶の唄 Saya no Uta?, "Sayas sång") är en visuell roman i genren skräck, som utvecklades och släpptes av Nitroplus den 26 december 2003 i Japan till Microsoft Windows. En engelskspråkig översättning gjordes 2009, och släpptes för den engelskspråkiga marknaden av JAST USA den 6 maj 2013.